# Chim sâu bụng vàng
Chim sâu bụng vàng (danh pháp hai phần: Dicaeum melanoxanthum) là loài chim thuộc họ Chim sâu. Loài này có ở Bangladesh, Bhutan, Trung Quốc, Ấn Độ, Lào, Malaysia, Myanmar, Nepal, Thái Lan và Việt Nam. Môi trường sống tự nhiên là các khu rừng ẩm thấp nhiệt đới và cận nhiệt đới.